# Günter Schischefski
Günter Schischefski (auch Günter Schischefsky; * 11. August 1925 in Königsberg (Preußen); † 15. Juli 2007 in Berlin) war ein deutscher Eishockeyspieler und -trainer sowie Fußballspieler. Er ist der Großvater von Sven Gerike, der ebenfalls Eishockeyspieler ist.

## Karriere
Schischefski begann mit dem Eishockeyspielen bei seinem Heimatklub VfK Königsberg. Im März 1941, im Alter von 16 Jahren, schoss er in der Männermannschaft des VfK Königsberg gegen den SV Rastenburg beim (4:3) sein erstes Tor. Später spielte er selbst bei der Eishockey-Hochburg SV Rastenburg.
Mit der Mannschaft von Ostpreußen wurde er 1942 in Prag Deutscher Junioren-Eishockeymeister. Dabei schoss er in jedem Spiel ein Tor oder gab eine Vorlage. Auch im Finale schoss er ein Tor.
Infolge des Krieges siedelte Schischefsky in die DDR, blieb aber seiner Leidenschaft treu. Er schoss 1957 für die DDR-Nationalmannschaft das erste Tor bei einer A-WM.
Von 1950 bis 1960 spielte er als Verteidiger für die BSG „Kristall“ beziehungsweise für die SG Dynamo in Weißwasser in der Oberlausitz. Er absolvierte insgesamt 64 Spiele für die DDR-Nationalmannschaft und war von 1976 bis 1980 war deren Trainer.
Neben seiner Karriere als Eishockeyspieler war er auch Fußballspieler und spielte für BSG Chemie Meißen und Chemie Weißwasser.

## Statistik international
(Legende zur Spielerstatistik: Sp oder GP = absolvierte Spiele; T oder G = erzielte Tore; V oder A = erzielte Assists; Pkt oder Pts = erzielte Scorerpunkte; SM oder PIM = erhaltene Strafminuten; +/− = Plus/Minus-Bilanz; PP = erzielte Überzahltore; SH = erzielte Unterzahltore; GW = erzielte Siegtore; 1 Play-downs/Relegation; Kursiv: Statistik nicht vollständig)